# Hacker (jeu vidéo)
Pour les articles homonymes, voir Hacker.
Hacker est un jeu vidéo de réflexion développé par Steve Cartwright et publié par Activision en 1985 sur Amiga, Amstrad CPC, Apple II, Atari 8-bit, Atari ST, Commodore 64, IBM PC, Macintosh, Thomson MO5, Thomson TO7/70 et ZX Spectrum,. Le joueur incarne un hacker qui accède par hasard au système informatique d’une multinationale qu’il tente de pirater. Son premier objectif est de pénétrer dans le système en devinant le mot de passe, qui lui est demandé dès le lancement du jeu, sans pouvoir s’aider du manuel qui ne contient aucune indication,. Après plusieurs essais infructueux, une faille de sécurité lui permet finalement d’accéder au système informatique,.  Il découvre alors que la multinationale planifie une expérience qui pourrait détruire le monde. À partir des informations à sa disposition, il apprend l’existence d’un document pouvant mettre un terme à cette expérience s’il est communiqué aux autorités compétentes. Il tente alors de réunir les différentes parties de ce document, qui ont été confiées à différents agents secrets. Pour cela, il doit entrer en contact avec ces agents avant de leur payer le prix qu’ils réclament pour la partie du document en leur possession, que ce soit de l’argent ou des cadeaux.
Fin 1987, le jeu dépasse les 50 000 exemplaires vendus, ce qui en fait à l'époque un des plus gros succès commerciaux d’Activision.